# Мали Липоглав
Мали Липоглав (на словенски: Mali Lipoglav) е село в Словения, регион Средна Словения, община Любляна. Според Националната статистическа служба на Република Словения през 2015 г. селото има 252 жители.